# Chodov (Karlovy Vary)
Chodov é uma comuna checa localizada na região de Karlovy Vary, distrito de Karlovy Vary‎.